# Sävegöl (Älghults socken, Småland)
Sävegöl är en sjö i Uppvidinge kommun i Småland och ingår i Alsteråns huvudavrinningsområde.